# Epipactis pontica
Epipactis pontica är en orkidéart som beskrevs av Gerd Taubenheim. Epipactis pontica ingår i släktet knipprötter, och familjen orkidéer. Inga underarter finns listade i Catalogue of Life.